# Celtis palauensis
Celtis palauensis är en hampväxtart som beskrevs av Kanehira och Hatusima. Celtis palauensis ingår i släktet Celtis och familjen hampväxter. Inga underarter finns listade i Catalogue of Life.